# IPhone 4
iPhone 4是蘋果公司設計及銷售的一款智能手機，是iPhone的第四代。它的前作是iPhone 3GS，而後續型號是iPhone 4S。隨著一系列重大的資訊洩漏事宜，蘋果公司於2010年6月7日在三藩市舉行的2010年蘋果公司開發者大會上發布iPhone 4，並於同年6月24日在美國、英國、法國、德國及日本開售。iPhone 4為iPhone系列引入了嶄新的硬件設計，而蘋果公司的時任行政總裁史提夫·喬布斯称它為當時世界上最薄的智能手機，它由不銹鋼框架組成，內部組件置於矽酸鋁玻璃之間。iPhone 4還推出了蘋果公司新款高解像度的Retina顯示器，其像素密度為每英寸326像素，同時保持與其前體相同的尺寸與縱橫比。iPhone 4還推出了蘋果公司的A4晶片以及iOS 4，它特別引入了多任務功能和蘋果公司新的FaceTime視頻聊天服務。iPhone 4也是第一款包含前置鏡頭的iPhone，也是第一款以CDMA網絡版本發布的iPhone，結束AT&T作為iPhone產品於美國獨家運營商的時期。
iPhone 4廣泛受到歡迎，評論家讚譽它經改造的設計，與以前的型號相比，有著更強大的硬件。儘管於24小時裡接到超過600,000宗預訂訂單的市場上成功，iPhone 4的發布受到其高度公開報告的困擾，有指其新的天線設計出現異常，導致裝置在以某種方式手持的時候，裝置將會丟失其蜂窩訊號。大多數人接觸手機的外緣也會導致訊號強度顯著下降。

## 歷史

### 原型

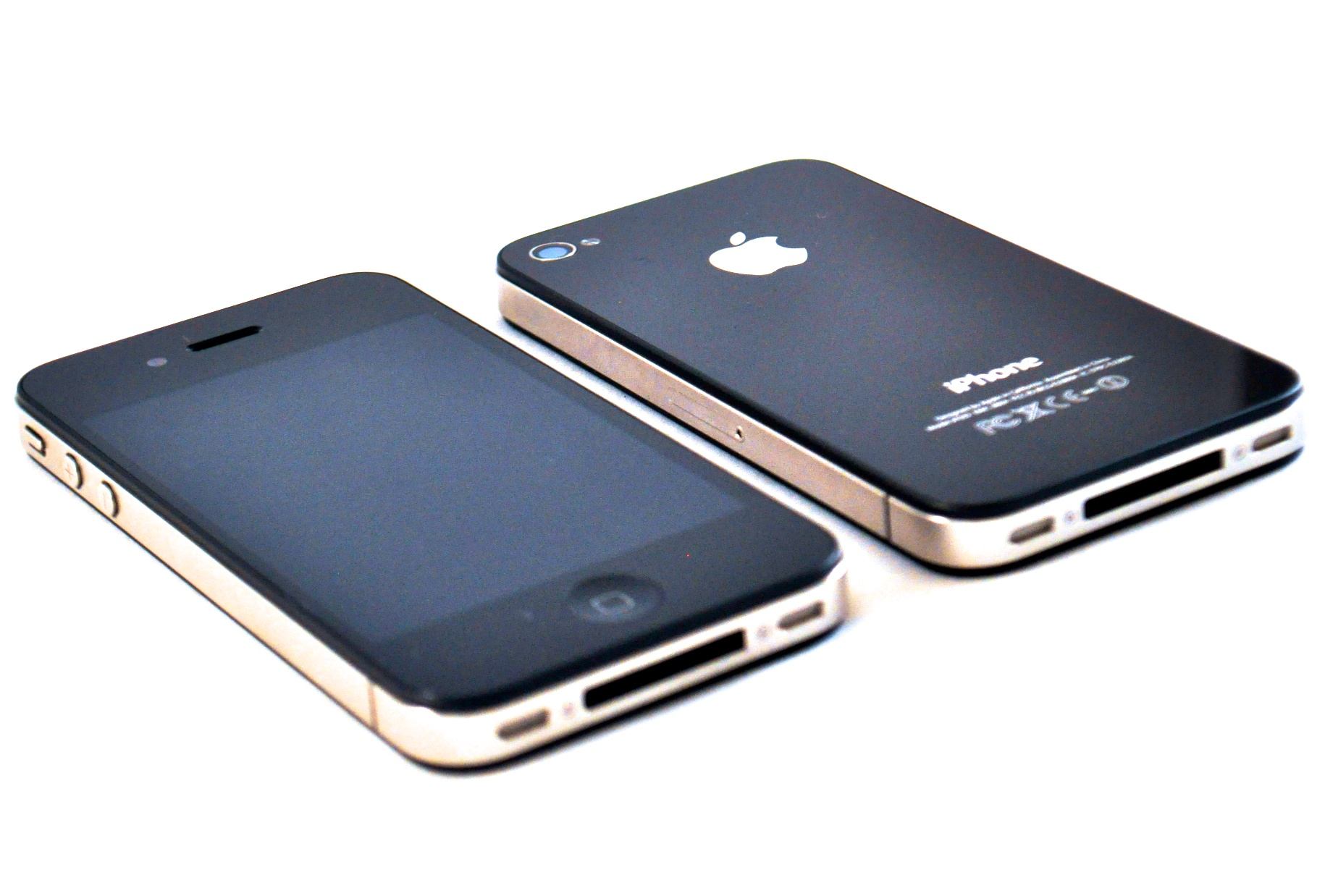
iPhone4前後

2010年6月7日，在正式推出iPhone 4之前，兩部手機原型引起了媒體的注意，這突破了蘋果公司慣常保密的開發過程。許多關於技術規範的猜測都被證實是準確的。

#### Engadget洩露
2010年1月27日，小工具網站《Engadget》收到未發布之iPad的洩露圖片。對於不知情的編輯和讀者而言，這些圖片包含著兩款未發行的iPhone。直到隨後的網誌《Gizmodo》的發布才得知圖片的完整內容。

#### Gizmodo洩露
2010年4月19日，小工具網站《Gizmodo》報導他們以5,000美元的價格購買到iPhone的原型，並進行了該裝置進行產品拆解。據報導，該原型裝置已被加州紅木城的蘋果公司員工格雷·鮑威爾（Gray Powell）丟失了。在《Gizmodo》發布有關原型的詳細信息後不久，蘋果公司的法律相關部門正式要求將手機退還蘋果公司，而《Gizmodo》回應其合作意向。
同年4月23日，來自高科技盜竊逮捕和起訴計劃（HTTAP）的電腦快速執法盟軍的特遣部隊（REACT）突襲了《Gizmodo》負責檢視iPhone原型的編輯陳傑森（Jason Chen）的家，繳獲其所有的電腦和硬碟。電子前哨基金會批評這次突襲違反了新聞記者的來源保護法，禁止查封記者的電腦以及懷疑蘋果公司作為指導委員會成員並使用其影響力，負責指導和監督加州REACT特遣部隊以某種方式推動警方採取行動，以讓這類事件通常不會發生。在突襲之前，蘋果公司經已收到《Gizmodo》歸還的iPhone原型。地方檢察官指調查已被暫停，並停止檢索《Gizmodo》編輯的隨身物品，因為他們需要確定盾牌法是否適用，並警告指出此時尚未發出任何指控。

#### Taoviet洩露
第二個原型的圖片和視頻在2010年5月12日於越南網站《Taoviet》上發布。它幾乎與第一個相同，並使用了蘋果公司生產的A4晶片。該網站以4,000美元的價格購買了原型。《電子時報》報導指該新款手機的屏幕分辨率為960×640，蘋果公司在iPhone 4的官方文件上也證實了這一點。

### 發布
2010年6月15日，iPhone 4開放作預訂。嘗試預訂iPhone 4的客戶報告指在美國及英國的Apple Store因預購流程出現問題而導致網絡流量激增，最終使網絡崩潰而死機。同樣的問題據報出現於蘋果公司分別於美國及日本的獨家合作夥伴AT&T及軟銀集團，由於供不應求的問題，蘋果公司暫停了iPhone 4的預售。由於伺服器崩潰，零售店也無法完成預訂交易。
蘋果公司及其合作夥伴運營商於iPhone 4開售的24小時裡接到60萬張預售訂單，截至目前為止那是該公司的任何裝置於單日裡接到最大量的預購。《Engadget》報導稱，當日20:30UTC，所有iPhone 4的預訂供應商都已售罄。在開售的首三天裡銷售了170萬部iPhone 4。
iPhone 4也透過突尼斯的Orange電訊發布，並在８個城市有售。2010年7月30日，iPhone 4在澳洲、新西蘭及其餘15個國家上市銷售，並附送免費的緩衝保護外殼。在南韓，它於9月10日由KT發布。在以色列，它於9月24日透過Cellcom、Pelephone及Orange發布。它由AIS、DTAC及True Move在泰國推出，根據明訊的網站公布，它於9月26日在馬來西亞吉隆坡舉行發布會，並於9月27日在全國範圍裡銷售。
2010年9月22日，iPhone 4於南非的Vodacom及MTN網絡上發布，然而數量非常有限。iPhone 4於9月30日透過VinaPhone和Viettel於越南推出，首先在三個主要城市推出，包括：河內市、胡志明市及峴港市，然後到10月底延至全國各地。
2011年1月11日，威訊無線在媒體活動中宣布已跟蘋果公司達成協議，並將開始在美國銷售CDMA版iPhone 4，從而結束蘋果公司與AT＆T的獨家協議。威訊無線的iPhone於2月10日開始銷售，預訂從2月3日開始。威訊無線銷售的iPhone 4包括「個人熱點」功能，該功能允許用戶將iPhone用作無線熱點，一次最多可連接五台裝置。2011年2月3日，iPhone 4的預售打破了威訊無線單一裝置的首日銷售記錄。
2011年5月27日，iPhone 4透過Aircel及Airtel於印度推出。
2010年6月24日，蘋果公司發表聲明稱，由於白色iPhone 4的「製造挑戰」超出了預期，並把最初推出的日期推遲至7月下旬。對於白色iPhone 4的延遲推出有很多猜測，最流行的傳聞之一是由於半透明玻璃與白色塗料使手機的內置鏡頭受到漏光的不利影響。其他消息來源報告指，問題與蘋果公司無法使白色面板與主頁的白色按鈕互相匹配。2011年4月27日，蘋果公司宣布將於2011年4月28日發布GSM和CDMA的白色iPhone 4。白色iPhone 4於2011年4月28日發行。
隨著iPhone 4S於2011年10月4日正式推出，據宣布指Sprint於10月14日開始在美國推出重新配置的CDMA iPhone 4和iPhone 4S。

### 停產
2013年9月，在推出iPhone 5S和iPhone 5C後，蘋果公司於大部分商店以及網頁中停售iPhone 4，它後來被8GB的iPhone 4S取代。

## 硬件

### 屏幕
iPhone 4的顯示屏由LG根據與蘋果公司簽訂的獨家合約而製造。它配備了LED背光薄膜電晶體的觸控屏，其大小為960×640，像素密度為每英寸326ppi，對角線尺寸為3.5英寸（8.9厘米），其寬度為每像素78毫米，顯示屏的對比度為800：1，是iPhone 3GS規格的４倍。該屏幕由蘋果公司以「Retina顯示器」銷售，那是基於距離一隻眼睛305毫米（12英寸）的距離顯示大約300ppi，或是每像素57弧秒的斷言，那是人類視網膜可以感知的最大細節量。由於預期iPhone將會在距離眼球大約12英寸的距離使用，因此據稱對圖像的表觀質量沒有影響，因為已經達到了人類肉眼的最大辨別極限。由於經已滿足了人類眼睛的極限，因此更高的分辨率對圖像的表觀質量據稱沒有影響。
這個主張一直存在著爭議。DisplayMate Technologies的總裁雷蒙德·索內拉（Raymond Soneira），在接受《連線》雜誌訪問時表示，喬布斯的說法有些誇張：「這顯然是一個完美的展示，但史蒂夫把它推得有點過猶不及」。索內拉表示人類視網膜的分辨率是高於蘋果公司所聲稱的，在12英寸（305）可看到477 ppi，或每像素36弧秒。
然而，《壞天文學》的作者菲爾·皮利玆，其職業生涯包括與NASA的合作研究哈勃太空望遠鏡上的鏡頭，他在回應批評說：「若你有（勝過20/20）的視力，然後便可在一英尺遠的地方解決iPhone 4的像素問題。那張照片看起來會是像素化（pixellated）了。如果你有普通視力的話，照片看起來便會很好。」

### 相機

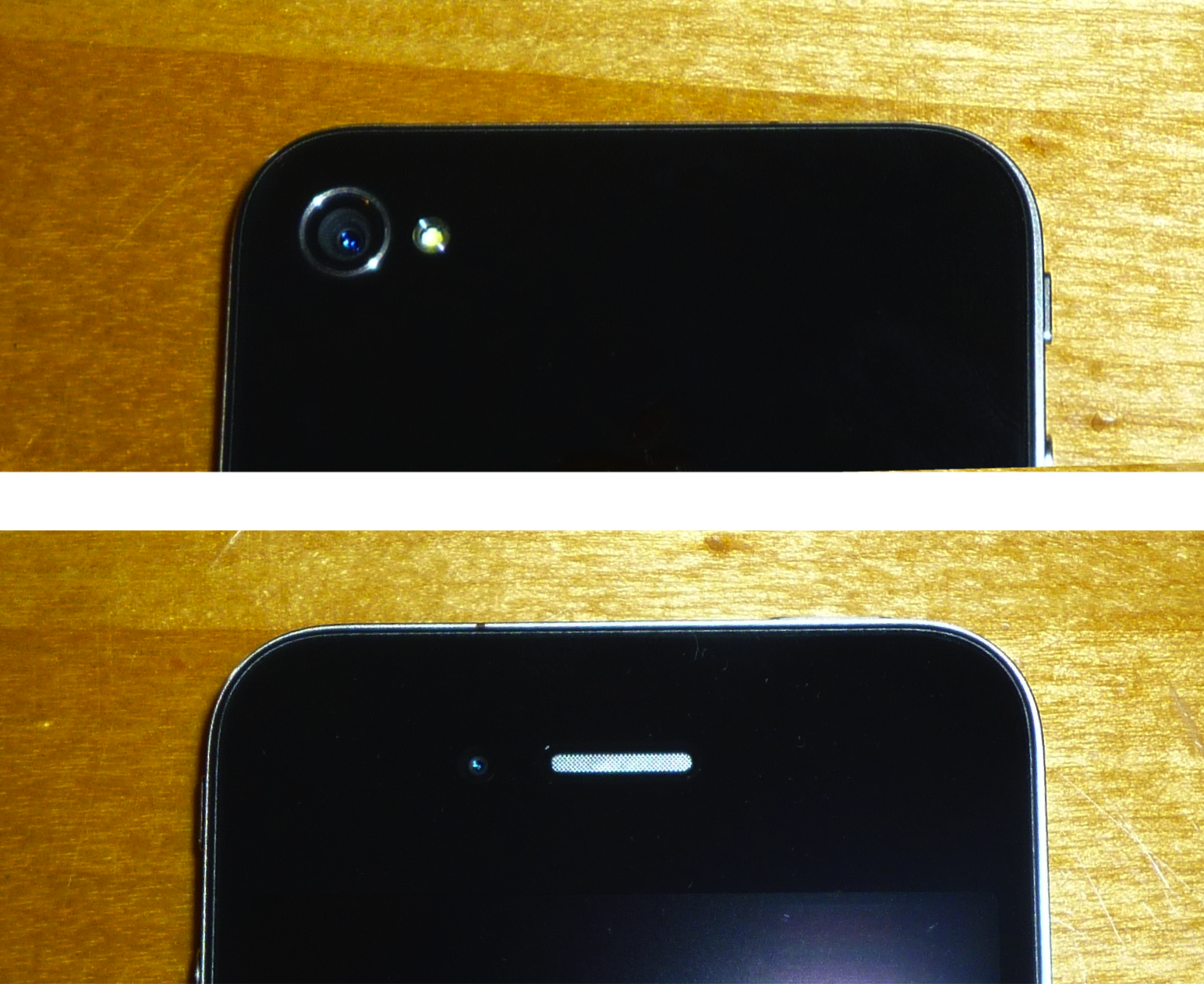
iPhone 4是第一款擁有雙鏡頭的iPhone，後置鏡頭的LED閃光燈（上）及前置鏡頭的閃光燈（置於底部左側揚聲器）都是於舊機型中不存在的。

iPhone 4配備了一個額外的前置VGA鏡頭和一個具背面照明的500萬像素iSight鏡頭，配備3.85mm f / 2.8光圈，以及LED閃光燈。
iPhone 4的前置鏡頭能夠以Facetime進行視頻通話功能，而後置鏡頭能夠以每秒30幀的速率拍攝720p的高清影片。這兩款相機在iOS 4的照片和視頻錄製功能下，能夠透過點擊來為照片進行「聚焦」，而後置鏡頭具有5倍數碼變焦功能。

### 連接性
聯邦通信委員會（FCC）最近的文件跟史蒂夫·喬布斯於2010年的WWDC公布的事宜相反，報告顯示iPhone 4包含著一條多頻3GUMTS天線，並非蘋果公司宣傳的那款四頻3G UMTS無線電。根據蘋果公司提交予FCC的文件顯示，iPhone 4內的無線電支援800、850、900、1,900及2,100 MHz，而最常用於日本手機的800MHz頻率，沒有得到蘋果公司廣告的支持。然而，800MHz頻段是位於850MHz頻段的子集當中，這就解釋到為何裝置會被宣傳作四頻段。GSM版本的芯片組由思佳及英飛凌生產。
iPhone 4跟當時大部分蘋果公司的流動產品一樣，其唯一的外部數據接端也是使用30針底座連接器。
iPhone 4是第一代擁有的第二個麥克風以消除噪音的iPhone，其位於靠近耳機插孔的設備頂部，而主麥克風位於左下方。

### 陀螺儀及傳感器
iPhone 4引入了陀螺儀傳感器，它可以檢測X，Y及Z軸的３軸角加速度，能夠精確計算偏航、俯仰和滾轉。陀螺儀補充了加速度計，這是一種源自原始iPhone以來一直存在的傳感器，它通過檢測３軸的線性加速度來檢測裝置的加速度，抖動，振動，振動衝擊或跌下。來自加速度計和陀螺儀合併後的數據提供了有關裝置在空間裡的６軸運動提供了詳細而準確的訊息。３軸陀螺儀與３軸加速計結合，使裝置能夠識別裝置在空間中移動的距離、速度和方向。

### 晶片與記憶體
iPhone 4是由Apple A4晶片驅動，該晶片由Intrinsity設計，與之前的所有iPhone型號一樣由三星生產。這系統單晶片上系統由ARM Cortex-A8CPU組成，與PowerVR SGX535GPU整合。Apple A4晶片也適用於iPad，其額定速度為1GHz。iPhone 4的轉速尚未公佈。所有iPhone的先前型號都已經對CPU進行了降頻處理，這通常可以延長電池壽命並降低其散熱效能。
iPhone 4擁有512 MB的DRAM。額外的DRAM支援更高性能和多任務處理。

### 容量與微型SIM卡
iPhone 4改用微型SIM卡（microSIM）在GSM網絡上運行，它設於裝置右側的可彈出托盤中。然而，在CDMA網絡中，電話需使用ESN才能連接網絡。所有以前的iPhone型號都使用一般的迷你SIM卡。
迷你SIM卡可能取決於運營商而無法在全球內的所有網絡運作。作為技術解決方案，用戶可以利用小刀或剪刀把迷你SIM卡修剪成為微型SIM卡，以適合置於微型SIM卡的托盤中。
iPhone 4與以前的型號一樣，所有數據都存儲於8GB、16GB或32 GB的快閃記憶體中，而非存儲於SIM卡。跟與以前的型號不同的是，存儲容量並不會打印在裝置背面。

## 軟件
iPhone 4隨機搭載著iOS 4，那是當時蘋果公司最新版本的iOS流動作業系統。iOS 4引入了多工作業系統，容許應用程序在背景中執行某些操作，並於記憶體中保持「暫停」的狀態，讓用戶於屏幕選項中進行切換。它還引入了FaceTime視訊通話應用程式，讓用戶跟其他iPhone、iPad、iPod Touch和OS X的用戶之間進行視頻通話。
iPhone 4最高支援到2013年9月發布的iOS 7，由於iPhone 4的硬件隨時間相對老化，在新款iPhone型號上提供的某些功能不能用於該裝置上；截至iOS 7開始，那些功能包括有Siri、3D的蘋果地圖及路線導航、AirDrop、AirPlay鏡像、現場相機濾鏡、全景模式及iOS 7引入的某些視覺效果，比如是模糊的半透明界面元素、主屏幕上的視差效果，以及動態壁紙。雖然仍受到相同的限制，但iOS 7.1確實為iPhone 4上的操作系統帶來了一些輕微的性能改進，特別在iOS 7.1.2，是iPhone 4的最後一個iOS支援版本。由於性能問題，iPhone 4跟iPhone 4S不同，它不會獲得iOS 8的更新。

## 設計
iPhone 4採用莊拿芬·伊夫重新設計的結構，該設計後來被重複使用作iPhone 4S、iPhone 5、iPhone 5S及iPhone SE的設計。最值得注意的是，凸起的背面板以及正面與背面的品牌都消失了，並且被平坦的表面所取代。重新設計反映了形式追隨功能和蘋果公司現有產品的統一性，如iPad和iMac。iPhone 4的整體尺寸已經較前者的減少了。
iPhone 4的大小為115（4.5英寸）高，58.6（2.31英寸）寬，和9.4（0.37英寸）深。跟iPhone 3GS的116（4.6英寸）高，62（2.4英寸）寬，和12（0.47英寸）深相比之下，iPhone 4比其前身iPhone 3GS薄24％。史提夫·喬布斯聲稱它是「這個星球上最薄的智能手機。」裝置的尺寸減小主要是來自由於外置天線的減少。
iPhone 4採用不鏽鋼以製造圍繞手機邊緣的框架，它既可作為裝置的主要結構，又可作為iPhone 4的天線。這款金屬帶於GSM的版本手機上有兩個狹縫，一個位於裝置的左下方，一個在頂部（以及沿著右下方的一個假狹縫，以美化左下方的那個），天線的兩端被分為兩部分：金屬帶的左邊用作藍牙、Wi-Fi和GPS的天線，金屬帶的右邊充當GSM的天線及UMTS的連接。
在CDMA版本的iPhone 4中，其金屬帶有四個狹縫。兩個位於頂部（左側和右側），兩個位於底部。這將金屬帶分作四個不同的部分，這與GSM版本的手機一樣，它可以用作不同連接的天線。金屬帶的頂部（分為左上角和右上角）是用於連接CDMA網絡。就如GSM版本，金屬帶的左側部分用於藍牙，Wi-Fi和GPS，而右側並非用於天線，而是用於美化左側的鏡像，並且還創建了類似於GSM版本的外觀。其內部組件位於兩塊鋁矽酸鹽玻璃板之間，蘋果公司把它描述為「化學強度比塑料堅硬20倍，而比塑料硬度高30倍」，從理論上說，它比現有的型號更耐刮擦及耐用。
在2010年秋季，《Pentalobe保安螺絲釘》開始取代飛利浦螺絲作為在美國的修復後單位，以及日本的生產單位。

## 配件

### 保險槓

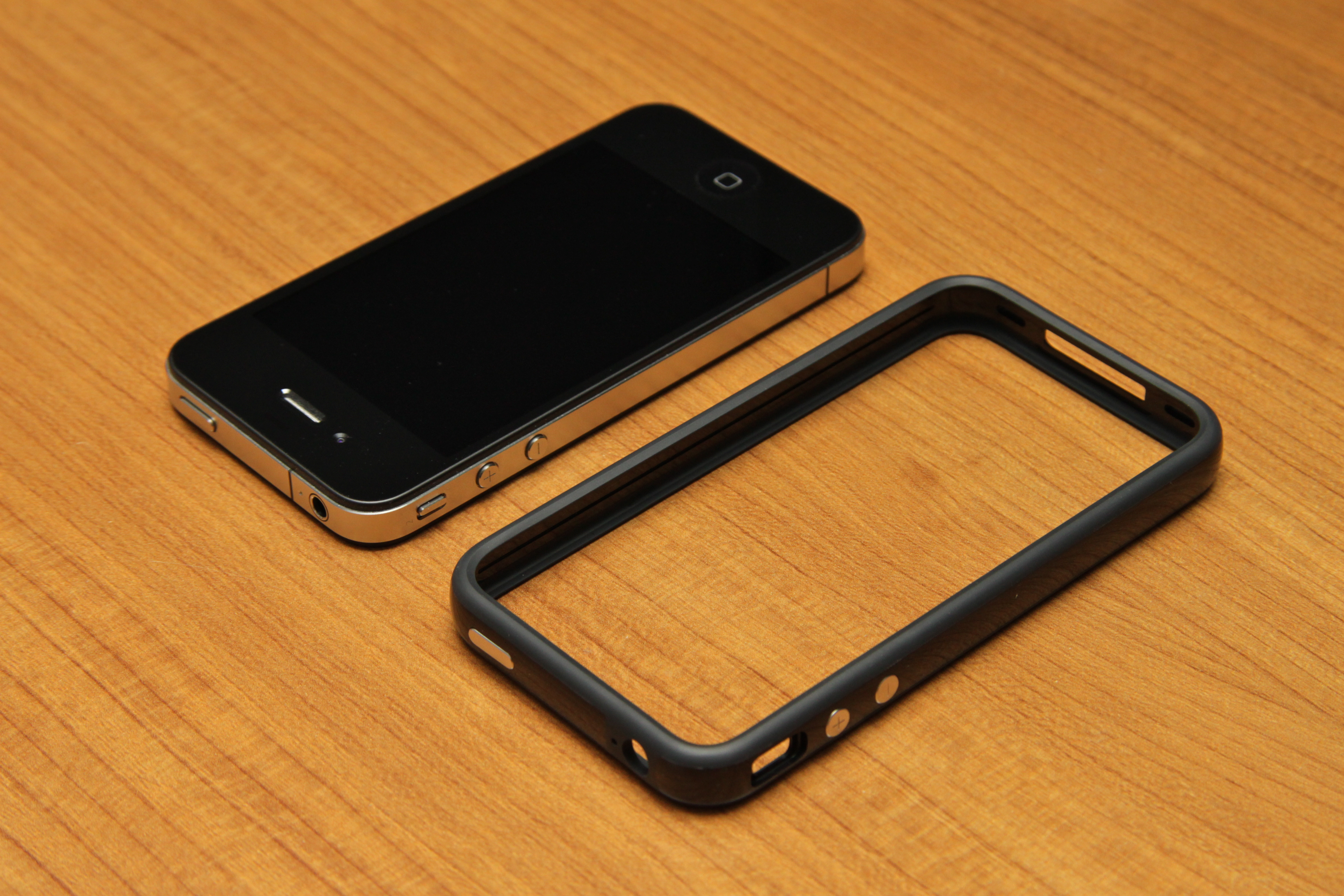
iPhone 4及可用的保險槓。

iPhone 4保險槓是一個橡膠與塑料環，可用於環繞iPhone 4的邊緣，其目的是用以保護手機。其內部是由橡膠製成，外部是塑料。保險槓環繞著裝置的邊緣，並不會覆蓋手機的前部或後部，其作用為保護著邊緣，並為屏幕提供較小程度的保護，然而它會在使用後把iPhone從其所在的表面上稍微抬起。此外，塑料帶還有金屬按鈕，用於音量控制和睡眠/喚醒按鈕的位置。保險槓上有６個孔可以進行靜音控制、底座連接器、耳機插孔、揚聲器和麥克風。隨著CDMA版本iPhone 4的發布，蘋果公司使用更寬的音量開關孔以更新其保險槓，經過更新的保險槓也兼容於具有與CDMA版iPhone 4相同的外觀設計和尺寸的下一代iPhone—iPhone 4S。

## 評價

### 發布前

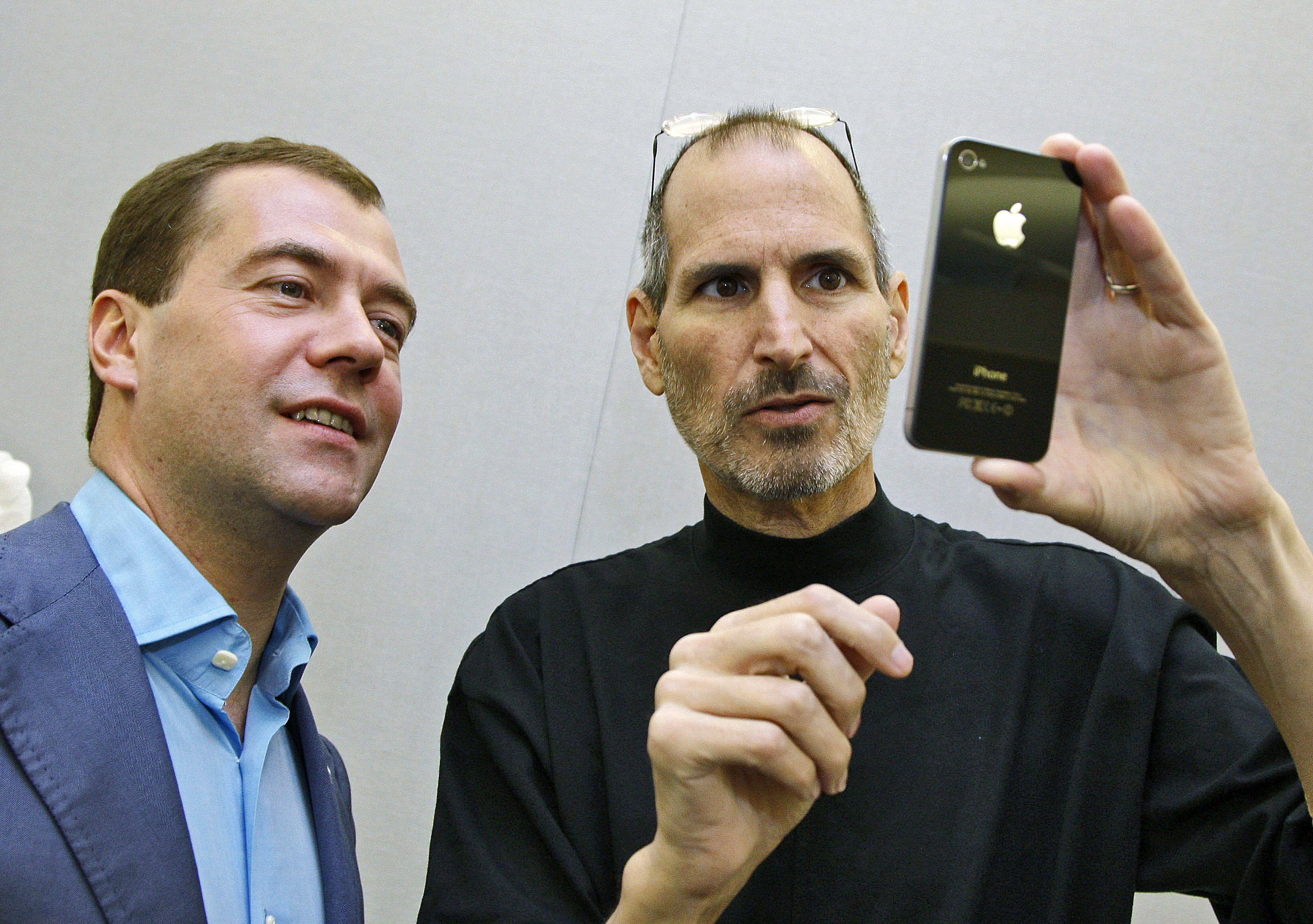
2010年6月23日，喬布斯向俄羅斯總統梅德韋傑夫展示了iPhone 4的功能。

發布前接待普遍獲得積極的回應。該公告包括了《Gizmodo》尚未涵蓋的訊息。《霍士新聞頻道》評論說：「看到它的行動比盯著《Gizmodo》失敗的測試單位照片
遠遠超過情報。」《獨立報》的羅德里·馬斯登表示，「除了引入面對面的視像通話外，這不是一個驚人的功能集」，除了專注於裝置是如何「比較前代更強大、更快、更容易使用，並且必然會像從前完成艱鉅的任務般完成它。」CNET通過解釋它如何認為iOS版iMovie成為「今年WWDC主題演講中最激動人心的部分」。文章指出iPhone 4如何與目前的相機不同，它可以錄製高清內容，然後在同一裝置上進行編輯，把它標記為「真正流動的編輯套件」。

### 點評
iPhone 4的總體評價都是總體正面的。《華爾街日報》的華特·莫斯伯格稱該裝置為「同類產品中最好的裝置」。2010年6月的《Engadget》將其評為「市場上最佳的智能手機」。《CNET》給予iPhone 4的評分為8.6/10，是智能手機中最高評分之一。《TechRadar》給予該裝置4.5/5顆星。《消費者報告》稱儘管iPhone 4於其他測試中是智能手機中排名最高的一個，但其訊號問題是他們沒有將其評為「推薦」型號的原因。
《Engadget》的約書亞·托波爾斯基描述了該裝置的工業設計比其前身「更加細緻和精緻」。

### 技術性問題
- 有些用戶報告指屏幕出現發黃變色，情況於數天後便消失，這歸因於所使用的玻璃層壓膠所致。這是由於製造速度的關係，在該產品到達消費者手上之前，玻璃層壓膠並沒有時間待至完全乾燥[80]。
- 在iPhone 4發布後幾天內，一些用戶報告的另一個問題是，在通話期間，距離傳感器可能不敏感，因此，觸控屏與面部的接觸會導致終止通話、來電靜音及撥打其他電話號碼[81]。
- 一些用戶報告指，特別是在光線不足的情況下，iPhone 4所拍攝的照片有時會出現藍色或綠色的「斑點」。此外還發現到白平衡的問題，特別是在使用閃光燈的時候[82][83]。

#### 天線門事件
在iPhone 4推出後不久，一些消費者報告指，當觸摸手機的左下邊緣時，手機的訊號強度會降低，連接分隔兩個天線的兩個位置之一，導致出現一些訊號於接收較低的區域掉線的問題。作為回應，蘋果公司發表聲明，建議客戶在撥打或接聽電話時應「避免抓住電話的左下角」。喬布斯也坦言：「你們手持的方式不對。」消費者報告後來認為蘋果公司可以有更好的解決方式，因此仍不打算推薦iPhone 4。這使蘋果公司的聲譽大受打擊。美國權威評價機構《消費者報告》最初指iPhone 4的訊號問題並非「獨特，也可能不嚴重」，它並繼續提到信號丟失是整個智能手機行業面臨的一個問題。他們評定雖然蘋果公司iPhone 4在各方面的設計均相當優異，但因為硬體設計出現瑕疵，天線設計問題，故他們不推薦此款手機，也不建議消費者購買。眼見iPhone 4收訊問題愈演愈烈，蘋果公司沒有回應。
基於這個問題，據報導於2010年7月2日，一群iPhone 4用戶計劃向蘋果公司及AT&T作出起訴，控告兩公司欺詐、疏忽，故意虛假陳述和設計缺陷。一所律師事務所設立了一個網站，招募心灰意冷的iPhone 4買家向蘋果公司提出訴訟。當天稍後時間，蘋果公司發布了另一份聲明，說它已經發現原因在於「條子戲劇性下降」。
2010年7月16日，蘋果公司也就這個問題正式道歉，該公司的時任CEO喬布斯召開記者會，宣布免費為全球iPhone 4用戶提供免費保護膠套以解決天線問題，並向已購買保護膠套的用戶退款。提供免費保護膠套有效期至2010年9月30日，屆時蘋果公司將重新評估情況。分析師預測，蘋果所耗費相關成本至少達4,000萬美元。若需獲得免費保護膠套，消費者可於2010年7月22日至2010年9月30日在內置於手機中的App Store應用程式作出申請。喬布斯還宣布蘋果公司無法為所有手機用戶生產足夠的保險槓，但會透過採購供應，並會提供一系列保護膠套。此外，喬布斯引用AppleCare的數據顯示，只有0.55％的iPhone 4用戶向該公司抱怨此問題，而到蘋果公司送修的手機數量為1.7％，比在手機發布的首個月內送修的iPhone 3GS型號少了4.3%。
2010年7月26日，有不少媒體報道iOS 4於使用藍牙耳筒或汽車系統時經常斷線，懷疑是操作系統iOS 4的問題後，上述雜誌改變了立場。蘋果公司於受控環境中進行測試後，並將結果與前幾代iPhone進行比較。該雜誌拒絕了蘋果公司的解釋，他們諷刺地指出，使用一塊膠帶覆蓋左下方的天線間隙也許是解決這個問題的一種方法，但建議「想要一部沒有遮蔽膠帶修復功能的iPhone」的消費者，只能購買iPhone 3GS作代替。該雜誌還測試了使用保險槓的iPhone 4，那是蘋果公司出售的框架狀的保險槓，可防止外界與天線直接接觸，並報告指確實可以解決問題。《CNN》覆述《消費者報告》的聲明指少量布膠帶已被證明能有效解決iPhone 4的掉線問題。
蘋果公司解釋了用於計算要顯示的條子的公式是如何「出錯」。他們承諾糾正這個問題並在幾星期內發布一個軟件更新，以解決自原始iPhone以來一直存在的問題。《紐約時報》評論指「未能及早發現這個長期存在的問題實在令人驚訝。」
《消費者報告》指解決方案不是永久性的，然而作為第一步也是個好開始。但是，由於喬布斯並沒有指出解決問題的時間表，並且提供免費保護膠套只是暫時的解決方案，《PC World》決定把iPhone 4從「十大手機」的列表中移除，並將其重新分配給待定評級。
儘管媒體對具天線問題的iPhone 4持否定態度，根據ChangeWave Research於2010年8月的一項調查指，72％的iPhone 4用戶表示他們對iPhone 4「非常滿意」。截至2013年9月，iPhone 4型號繼續保持不變。
2011年10月4日，苹果发布了新一代iPhone 4S，為iPhone 4的後續機型，其針對天線部分作出了改進，並表示已有效解決了收訊問題。

### 其他
有報導指Siri語音辨識助理不支援iPhone 4的主要原因，其實是因為iPhone 4s擁有降噪音功能，而同時也因為新一代的A5處理器由於體積比A4大，因此才可以把運行Siri的「EarSmart」晶片安裝在A5處理器上。

## iPhone於太空的實驗
2011年，兩部配備特殊應用程式的iPhone 4搭乘STS-135任務的航天飛機被送往國際太空站。這些裝置利用各種傳感器和特殊應用程式以進行各種實驗。

## 各代iPhone型號的時間軸
| iPhone型號年表 |
| -------------- |
|                |